# Réserve nationale de faune de Webb
La réserve nationale de faune Webb (anglais : Webb National Wildlife Area) est une réserve nationale de faune du Canada située à Webb no 138 (en) en Saskatchewan. Cette aire protégée de 431 ha a été créée en 1980 dans le but d'y ériger un centre d'interprétation faunique. Ce musée a été ouvert entre 1980 et 1988, date à laquelle ses activités ont été transférées au parc national des Prairies. Elle a été conservée comme aire protégée car elle présente un bon habitat pour de nombreuses espèces. Elle est administrée par le Service canadien de la faune.